# Козлов Микола Миколайович
Козлов Микола Миколайович (21 липня 1972) — радянський ватерполіст.
Срібний призер Олімпійських Ігор 2000 року, бронзовий призер 1992, 2004 років, учасник 1996 року.
Бронзовий призер Чемпіонату світу з водних видів спорту 2001 року.
Переможець Кубка світу 2002 року.